# 에드거 룽구
에드거 차과 룽구(영어: Edgar Chagwa Lungu, 1956년 11월 11일~2025년 6월 5일)는 잠비아의 정치인으로, 2015년 1월 25일부터 2021년 8월 24일까지 잠비아의 제6대 대통령을 지냈다. 마이클 사타 대통령 밑에서 법무장관과 국방부 장관을 지냈다. 2014년 10월, 사타가 사망한 후, 룽구는 2015년 1월, 대통령 보궐선거에서 집권 애국전선 후보로 채택되었다. 2015년 1월 25일, 하카인데 히칠레마를 근소한 차이로 누르고 취임했다.
2016년 8월 대선에서 히칠레마를 근소한 차이로 누르고 대통령에 당선되었다. 히칠레마는 처음에 선거 결과에 이의를 제기했고 헌법재판소에 선거 결과를 무효로 하기 위한 소송을 제기했다. 그러나 9월 5일, 법원은 이 사건을 기각했다. 룽구는 2016년 9월 13일에 취임 선서를 했다.
2021년 잠비아 선거관리위원회가 히칠레마의 대통령 선거 승리를 선언한 후 룽구는 오랜 야당 지도자 하카인데 히칠레마 (그의 2015년과 2016년 상대)에게 패배했다.

## 어린 시절 및 법조계 경력
룽구는 1956년 11월 11일, 은돌라 중앙 병원에서 태어났다. 1981년 잠비아 대학교에서 법학박사 학위를 받고 졸업한 후, 그는 루사카의 법률회사 안드레아 마시예에 입사했다. 그는 이후 잠비아 국민 서비스(ZNS)의 지휘 하에 카브웨에 있는 밀테즈에서 군사 훈련을 받았다. 그 후 그는 변호사 업무에 복귀했다. 그 후 그는 정계에 입문했다.
2010년 에드거 룽구는 잠비아 변호사 협회에 의해 변호사 자격 정지 처분을 받았다. 이는 그가 업무상 위법행위로 유죄 판결을 받은 후였다.

## 정치 경력
PF가 2011년 선거에서 승리한 후, 룽구는 부주석실의 차관이 되었다. 2012년 7월 9일, 내무부 장관으로 승진했다. 2013년 12월 24일, 제프리 브왈랴 음밤바가 장관직에서 사임하면서 국방부 장관이 되었고, 2013년부터 2014년까지 마이클 사타 대통령의 장기 투병 기간 동안 대통령 권한대행을 맡았다. 2014년 8월 28일, 해임된 윈터 카빔바의 후임으로 PF 사무총장 겸 법무부 장관이 되었다. 이 위치들은 국방 포트폴리오에 추가되었다.
사타는 2014년 10월 19일, 치료를 위해 해외로 떠났고, 룽구는 그의 부재에 국가의 책임을 맡겼다. 사타는 2014년 10월 28일 사망했다. 부통령 가이 스콧이 대통령 권한대행을 맡았고, 룽구는 대통령 보궐선거에서 궁극적으로 사타의 뒤를 이을 주요 후보들 중 하나로 여겨졌다.
2014년 11월 3일, 가이 스콧 대통령 권한대행은 룽구를 PF 사무총장에서 해임했다. 그는 그를 치필리의 국회의원 데이비스 음윌라로 대체했다. 다음 날, 스콧은 룽구를 복직시켰다. 11월 30일, 룽구는 잠비아 카브웨에서 열린 당 전당대회에서 애국전선 총재로 선출되었다. 그러나 투표가 이루어지지 않았기 때문에 전대는 이례적이었다. 대신 신임을 받지 못한 대의원들이 손을 들어 그를 선출했다.
2015년 1월 20일, 룽구는 대통령 보궐선거에 출마하여 재적 선거인단 32.36%의 득표율로 가장 가까운 경쟁자인 하카인데 히칠레마를 27,757표 (1.66%)의 근소한 차이로 이겼다. 그는 1월 24일 잠비아 선거관리위원회에 의해 당선자로 발표되었다.
2015년 1월 25일, 수도 루사카의 국립 히어로즈 스타디움에서 열린 잠비아의 대통령 취임 선서를 했다.
다음 달, 룽구는 중앙은행 총재를 자리에서 물러나게 하고 더 낮은 금리를 약속했다. 그는 잠비아의 첫 여성 부통령으로 이농게 위나를 임명했다.
2015년 3월, 루사카에서 세계 여성의 날 기념 연설을 하던 중 쓰러졌다. 잠비아 병원에서 짧은 시간을 보낸 후 그는 남아프리카 공화국 프리토리아에 있는 좁아진 식도관 수술을 받았다.
룽구는 2015년 7월 16일, 332명의 수감자들의 사형을 종신형으로 감형하고, 무코베코 교도소의 대규모 수용을 "기본적인 인간의 존엄성에 대한 모욕"이라며 비난했다.
2015년 10월, 룽구는 경제에 더 이상의 피해를 막기 위해 국가 기도의 날을 명령했다. 종교계 및 정치계 고위 인사들이 참여했고, 다른 공공행사는 취소됐다.

## 사생활 및 사망
룽구는 1986년 에스더 룽구와 결혼해 차와마의 국회의원으로 새로 선출된 타실라 룽구를 포함해 6명의 자녀를 두고 있다. 그와 그의 가족은 침례교도를 실천하고 있다.
2015년, 룽구가 식도이완불능증 치료를 위해 잠비아 외부에서 치료를 받고 있다는 사실이 공개되었다. 2024년 8월에는 아칼라시아의 합병증으로 인한 저혈당 발작으로 인해 군 관련 행사를 생중계하던 중 쓰러졌다.
2025년 초, 룽구는 공개되지 않은 질병에 대한 전문 치료를 받기 위해 남아프리카 공화국으로 이동하였다. 2025년 5월까지 그의 건강 이상에 대한 소문이 있었지만, 상태는 안정적인 것으로 보도되었다. 2025년 6월 5일 아침, 룽구는 프리토리아에 위치한 메디클리닉 메드포럼에서 수술을 받던 중 심장 합병증으로 사망하였다. 향년 68세였다. 그의 사망은 딸 타실라와 가족 변호사를 통해 소셜 미디어에 공식 발표되었다.

## 역대 선거 결과
| 선거명      | 직책명        | 대수 | 정당     | 득표율 | 득표수      | 결과 | 당락 |
| ----------- | ------------- | ---- | -------- | ------ | ----------- | ---- | ---- |
| 2015년 선거 | 잠비아 대통령 | 6대  | 애국전선 | 48.84% | 807,925표   | 1위  |      |
| 2016년 선거 | 잠비아 대통령 | 6대  | 애국전선 | 50.35% | 1,860,877표 | 1위  |      |
| 2021년 선거 | 잠비아 대통령 | 7대  | 애국전선 | 38.71% | 1,870,780표 | 2위  | 낙선 |